# 田兴恕
田兴恕（1836年—1877年），字忠普，湖南鳳凰直隸廳人，中国清代官员。曾任贵州巡抚、钦差大臣、贵州提督。

## 生平
16岁参加竿军，因勇猛好斗，后被提拔为副将，加总兵衔。1860年任贵州提督，钦差大臣，兼任巡抚。
1862年元宵节开州祭龙，文乃尔以天主教奉教为由，指使当地天主教教徒抗缴。贵州提督田兴恕接报后大怒，以「破坏政令」的罪名将文乃尔和4名教徒凌迟处死。史称开州教案。之后法国向总理衙门抗议，英国、俄国表示支持，要求严惩田兴恕，赔偿谢罪，限期答复。恭亲王奕䜣认为事关国体，只同意赔偿不允许抵命，交涉四年后将其发配新疆。
1865年由于开州教案被朝廷发配新疆充军，永不赦免。1870年左宗棠启奏朝廷，要求将田兴恕释放原籍，朝廷准奏。1877在家病逝，享年41岁。

## 延伸阅读
[在维基数据编辑]
 《清史稿·卷420》，出自趙爾巽《清史稿》